# Talinum cymbosepalum
Talinum cymbosepalum är en tvåhjärtbladig växtart som beskrevs av Joseph Nelson Rose och Standl. Talinum cymbosepalum ingår i släktet taliner, och familjen Talinaceae. Inga underarter finns listade i Catalogue of Life.